# Art Bisch
Arthur James „Art“ Bisch (* 10. November 1926 in Mesa; † 6. Juli 1958 auf dem Lakewood Speedway in Atlanta, Georgia) war ein US-amerikanischer Autorennfahrer.

## Karriere
Art Bisch startete einmal in seiner Karriere bei einem Rennen zur Weltmeisterschaft der Formel 1. Er startete am 30. Mai 1958 bei den 500 Meilen von Indianapolis auf einem Kuzma-Offenhauser – dieses Rennen zählte zwischen 1950 und 1960 zur Weltmeisterschaft – und wurde schon in der ersten Runde in eine Massenkollision verwickelt, bei der sein Landsmann Pat O’Connor tödlich verunglückte. Er selbst verunglückte 1958 eine Woche nach seinem ersten AAA-National-Series-Sieg in Milwaukee, auf dem Lakewood Speedway im US-Bundesstaat Georgia tödlich.